# SN 2006jz
SN 2006jz – supernowa typu Ia odkryta 11 października 2006 roku w galaktyce A001124+0042. W momencie odkrycia miała maksymalną jasność 21,90m.